# Tunnel Elzer Berg
Der Tunnel Elzer Berg ist ein 1110 m langer Eisenbahntunnel der Schnellfahrstrecke Köln–Rhein/Main. Er liegt am Elzer Berg, im Bereich der mittelhessischen Gemeinde Elz und trägt daher seinen Namen.
Die Röhre nimmt zwei Gleise auf einer Festen Fahrbahn auf, die planmäßig mit 300 km/h befahren werden können.

## Verlauf
In Fahrtrichtung Frankfurt liegt das Nordportal in der Nähe der Landesgrenze zwischen Rheinland-Pfalz und Hessen, auf hessischem Gebiet.
In südlicher Richtung verläuft die Trasse in einer Rechtskurve. Dabei unterquert die Röhre die Bundesautobahn 3 in südwestlicher Richtung auf einer Länge von rund 400 m. Bei der Unterfahrung eines Teils des Elzer Walds wird dabei auch das gleichnamige Biotop unterfahren. Ebenfalls unterquert wird ein Wasserschutzgebiet mit der Trinkwassergewinnungsanlage Gückingen.
Die Gradiente fällt zum Südportal durchgehend mit einem Gefälle von bis zu 40 Promille ab.
Nach jeweils einem Abschnitt freier Strecke folgen westlich der Tunnel Lange Issel, südöstlich der Limburger Tunnel.
Im nördlichen Tunnelabschnitt führt ein Notausgang aus dem Fahrtunnel an die Oberfläche.

## Geschichte

### Planung
Ende 1994 war das Bauwerk mit einer Länge von 1100 m geplant, bei einer maximalen Überdeckung von 30 m. Das Bauwerk sollte nach diesen Plänen vollständig in bergmännischer Bauweise erstellt werden.
Bereits Ende 1995 lag die geplante Länge des Bauwerks bei 1110 m. Zu diesem Zeitpunkt war das Raumordnungsverfahren in diesem Abschnitt abgeschlossen gewesen.

### Bau
Der Tunnel wurde auf einer Länge von 840 m im bergmännischen Vortrieb errichtet; aufgrund ungünstiger Bodenverhältnisse kam dabei teilweise ein Ulmenstollenvortrieb zur Anwendung. Auf 270 m Länge kam eine offene Bauweise zur Anwendung. Aufgrund anstehenden Grundwassers – die Tunneltrasse passiert die Quelle Kelterbaum in rund 100 m Abstand – wurde der Tunnel druckdicht ausgeführt.

### Betrieb
Im Tunnel fand im November 2013 eine Rettungsübung mit 120 „Fahrgästen“ und 450 Rettungskräften statt.